# NGC 6422
NGC 6422 је елиптична галаксија у сазвежђу Змај која се налази на NGC листи објеката дубоког неба.
Деклинација објекта је + 68° 3' 30" а ректасцензија 17h 36m 29,8s. Привидна величина (магнитуда) објекта NGC 6422 износи 14,8 а фотографска магнитуда 15,8. NGC 6422 је још познат и под ознакама MCG 11-21-15, CGCG 321-26, PGC 60558.